# Whymperia carinifrons
Whymperia carinifrons är en stekelart som beskrevs av Cameron 1903. Whymperia carinifrons ingår i släktet Whymperia och familjen brokparasitsteklar. Inga underarter finns listade i Catalogue of Life.